# Paranthrene anthrax
Paranthrene anthrax is een vlinder uit de familie wespvlinders (Sesiidae), onderfamilie Sesiinae.
Paranthrene anthrax is voor het eerst wetenschappelijk beschreven door Le Cerf in 1916. De soort komt voor in het Afrotropisch gebied.